# A Medal for Benny
A Medal for Benny (englisch für Eine Medaille für Benny) ist ein US-amerikanisches Filmdrama von Irving Pichel aus dem Jahr 1945. Dorothy Lamour, Arturo de Córdova und J. Carrol Naish sind in den Hauptrollen besetzt.
Das Drehbuch geht zurück auf eine Geschichte von Jack Wagner, der seinen Freund John Steinbeck bat, ihm zu helfen, mit ihm zusammen ein Drehbuch zu verfassen und seinen Einfluss geltend zu machen, damit der Traum von einer Verfilmung doch noch wahr werden konnte, nachdem diverse Studiobosse seine Geschichte zunächst abgelehnt hatten. Erzählt wird das Schicksal eines jungen Mannes, der von den Bürgern seiner kleinen Heimatstadt vertrieben wird, zur Army geht und in einer Schlacht fällt. Nun, da er ein Kriegsheld ist, tun dieselben Bürger so, als hätten sie ihn immer geschätzt.

## Handlung
Wir schreiben das Jahr 1942 als Joe Morales in Pantera, einem kleinen kalifornischen Fischerdorf, ein Boot kauft, um damit seinen Lebensunterhalt zu verdienen, da er plant, Lolita Sierra zu heiraten. Der kleine Ort behauptet von sich selbst, eine stolze Stadt zu sein. Das Geld für den Kauf hat er von Charley Martin geliehen. Lolita ist jedoch bereits Benny Martin, Charleys Sohn, versprochen, der in Pantera immer wieder für Unruhe sorgte und während eines Streits einem Polizisten die Waffe abgenommen hatte, woraufhin man ihn aus der Stadt verbannte. Auch wenn das Boot einen Schaden davongetragen hat, da es kurzfristig untergetaucht war, schuldet Joe Charley Martin weiterhin den geliehenen Betrag. Charley drängt darauf, dass er die Summe zurückzahlt, denn nach der Ausweisung seines Sohnes ist er selbst in finanzielle Schwierigkeiten geraten.
Lolita weigert sich standhaft, Joes Annäherungsversuchen nachzugeben. Obwohl sie seit Monaten nichts mehr von Benny gehört hat, bleibt sie ihm treu. Als Joe von dem kleinen Chito, Lolitas Bruder, erfährt, dass Benny Lolita immer schöne Geschenke gemacht habe, luchst er Charley, der nur allzu naiv ist, weitere 25 Dollar ab und kauft ein Kleid für Lolita, das sie zum Stadtfest tragen soll. Lolita, die inzwischen weiß, wie der Kauf zustande gekommen ist, lehnt das Geschenk ab. Während des Tanzfestes erscheint Joe mit einer Frau, die sich Toodles Castro nennt und behauptet, Benny gut zu kennen. Sie trägt nun das Kleid, das Joe für Lolita gekauft hatte und außerdem einen Ring am Finger, den Lolita als Ehering ihres Vaters identifiziert. Sie hatte ihn Benny gegeben, bevor er die Stadt verlassen musste. Es kommt zu einem Kampf zwischen den Frauen, während Joe sich beschämt davonschleicht. Zu ihrer Überraschung stellt Lolita fest, dass sie mehr für Joe empfindet, als sie sich immer eingestehen wollte.
Um seine Mietschulden bezahlen zu könne, versucht Charley, einen Bankkredit zu bekommen und bietet sogar seine Tiere als Sicherheit an. Die unhöflichen Bankangestellten lehnt seinen Kreditantrag jedoch ab. Charley ist für sie nur ein verarmter Bürger zweiter Klasse. Zur Überraschung der Einwohner von Pantera meldet der Nachrichtendienst, dass Benny Martin aus Pantera als Kriegsheld auf den Philippinen im Gefecht gefallen sei. Präsident Franklin D. Roosevelt habe ihm eine Ehrenmedaille zugesprochen, weil er während des Gefechts im Alleingang hundert japanische Soldaten getötet habe.
Der Bürgermeister von Pantera sucht Charley höchstpersönlich auf, um ihm mitzuteilen, dass Benny ein Held sei und dass ihm die Medaille posthum vom Gouverneur und einem Armeegeneral in einer feierlichen Zeremonie verliehen werde. Die örtliche Stadtverwaltung nutzt die Gelegenheit, diese Veranstaltung als Werbung für Pantera zu nutzen und überlässt Charlie ein wunderschönes Haus, da man ihn nicht in seinem bescheidenen Zuhause zeigen will und es so aussehen soll, als stamme Benny aus der spanischen Oberschicht. Als Charley realisiert, was hier vor sich geht, weigert er sich jedoch, einer solchen Farce zuzustimmen und so überreicht der General Bennys Vater dessen Medaille in seinem wirklichen Zuhause. Unter Tränen hält Charley eine Rede auf seinen Sohn und versichert, dass Benny in seinem und in Lolitas Herzen immer weiterleben werde. Lolita bittet Joe kurz darauf um Verständnis für ihre Entscheidung, ihn nicht so bald heiraten zu können, da das Charley das Herz brechen würde. Joe meldet sich daraufhin freiwillig zur Armee.

## Produktion

### Produktionsnotizen
Die Dreharbeiten dauerten von Anfang Juni bis Ende Juli 1944.
Hans Dreier, Hal Pereira und Stephen Seymour waren für das Szenenbild verantwortlich. Die Kostüme lagen in der Hand von Edith Head, für die Maske beziehungsweise das Make-up war Wally Westmore zuständig. Die Verantwortung für die visuellen Effekte lag bei Farciot Edouart, Gordon Jennings, Jan Domela, für die fotografischen Effekte bei W. Wallace Kelley, Paul K. Lerpae, Harry Perry und Irmin Roberts. George Parrish, Leo Shuken und Philip Wisdom wirkten im Musikbereich mit. Rosita Moreno (1907–1993), die im Film die Rolle der Toodles Castro verkörpert, sollte nicht mit der Schauspielerin Rita Moreno (* 1931) verwechselt werden, die zu Beginn ihrer Karriere auch unter dem Namen Rosita Moreno auftrat. Irving Pichels Film stellt eine Variation von Preston Sturges’ Filmkomödie  Heil dem siegreichen Helden (1944) dar.
Im Vorwort zum Film heißt es: „Pantera im Frühjahr 1942 – eine kleine kalifornische Stadt, die vorgibt eine stolze Stadt zu sein. In der Altstadt leben die Paisano-Amerikaner, deren Vorfahren auf Indianer und Spanier zurückgehen. Ein einfaches, freundliches Volk, das seit mehr als hundert Jahren hier lebt und die ursprünglichen kalifornischen Siedler bildet. Dies ist eine Geschichte dieser Menschen, aber insbesondere die Geschichte von … Eine Medaille für Benny.“ Benny selbst ist im Film nie zu sehen, sondern nur Gegenstand der erzählten Geschichte.

### Veröffentlichung
Der Film hatte am 23. Mai 1943 Premiere in New York, nachdem er zuvor am 16. April 1945 einem ausgewählten Publikum vorgestellt worden war. Die allgemeine Veröffentlichung in den USA erfolgte am 29. Juni 1945. In Mexiko wurde  A Medal for Benny am 30. November 1945 veröffentlicht. 1946 lief er in Schweden und Portugal an, 1947 in Finnland und Spanien. Veröffentlicht wurde er zudem in Argentinien, Brasilien, Italien und Japan.
Der Arbeitstitel des Films lautete Benny’s Medal.

## Rezeption

### Kritik
Bosley Crowther war dem Film sehr zugetan und schrieb in der New York Times, die tiefe und verständnisvolle Zuneigung von John Steinbeck für kleine Leute, besonders für solche, wie die herzlichen Paisanos der kalifornischen Küste, strahle mit Zärtlichkeit und Humor auch durch diesen bezaubernden Film, den Paramount aus einer Geschichte von Mr. Steinbeck und Jack Wagner gemacht habe. In der Tat zeige sich in diesem Film die Neigung vieler Menschen zur schlichten Menschlichkeit und sicherlich würden die Millionen, die ihn sehen würden, ihre eigenen Herzen dadurch öffnen. Crowther lobte Frank Butlers Drehbuch und die brillante naturalistische Richtung, die Irving Pichel dem Film gegeben und in Bilder übersetzt habe. Die Leistungen im Film seien außergewöhnlich. J. Carrol Naish sei herzerwärmend und anschaulich in der Rolle von Bennys Vater, Dorothy Lamour gebe überraschend echt das tugendhafte Mädchen. Arturo de Córdova sei ein schöner romantischer Halunke und Mikhail Rasumny sei als einer vom Volk der Paisano höchst komisch. Ein Beweis für die Beredsamkeit der Geschichte sei auch, dass Benny, obwohl er im Film nicht zu sehen ist, als ein vollständig umrissener Charakter und eine seltene Persönlichkeit wahrgenommen werde.
Der Movie & Video Guide nannte den Film ein „exzellentes Comedy-Drama“ und Halliwell’s Film Guide charakterisierte ihn als „effektiv aber nicht einprägsam“.
Emmanuel Levy schrieb auf seiner Seite, zwar würdige der Film den Beitrag ethnischer Minderheiten zu den Kriegsanstrengungen, sei aber aus heutiger Sicht nicht nur sentimental, sondern auch herablassend gegenüber diesen Minderheiten. Dennoch würden einige ideologische Spannungen gezeigt, die damit nicht leicht zu vereinbaren seien. Der Film zeige, wie unter den richtigen Umständen, hier Krieg, Benny und Joe, zwei kleine Paisanos, die von der Ethnizität und ihrem Verhalten her Außenseiter seien (Joe sei ein Konformist), zu Insidern geformt würden: zu respektablen Bürgern der Mittelklasse.

### Auszeichnungen
Oscarverleihung 1946
- Nominierung für J. Carrol Naish in der Kategorie „Bester Nebendarsteller“
- Nominierung für Jack Wagner und John Steinbeck in der Kategorie „Beste Originalgeschichte“

Golden Globe Awards 1946
- Auszeichnung für J. Carrol Naish in der Kategorie „Bester Nebendarsteller“

### Nachwirkung
Dorothy Lamour trat am 15. Oktober 1945 in einer Lux-Radio-Theatre-Sendung von A Medal for Benny auf.